# Pavelló Barris Nord
Il Pavelló Barris Nord è il più importante palazzetto dello sport della città di Lleida in Spagna. Ha una capienza di 6.100 posti. 
L'impianto venne inaugurato il 1º giugno 2001.
Di proprietà del comune di Lleida ospita le gare casalinghe delle sezioni di Lleida di hockey su pista e del Lleida Bàsquet di pallacanestro.

## Eventi ospitati
- Final Four CERH European League 2016-2017
- Final Four Coppa CERS 2017-2018